# Giovanni Teodoro Callimachi
Giovanni Teodoro Callimachi (in romeno Ioan Teodor Callimachi; Câmpulung Moldovenesc, 1690 circa – Costantinopoli, 1780) era un principe fanariota che, dopo essere stato Gran Dragomanno, fu ospodaro della Moldavia dal 1758 al 1761.
Questo è una carriera classica per un fanariota. La monarchia era elettiva nei principati rumeni di Moldavia e Valacchia, come nella vicina Confederazione polacco-lituana. Il sovrano (voivoda, ospodaro o domnitor, a seconda del periodo e della fonte) era eletto dai boiardi (e spesso tra di essi) e poi approvato dagli Ottomani: per essere nominato, per regnare e per mantenersi, si appoggiava ai partiti dei boiardi e spesso alle potenze vicine, gli Asburgo, i Russi e soprattutto i Turchi, perché fino al 1859 i due principati erano vassalli e tributari della "Sublime Porta".

## Biografia
Giovanni Teodoro, o Ioan Teodor, era figlio di Teodoro Calmășu, un boiardo della Moldavia orientale (chiamata "Bessarabia" dopo il 1812), che era diventato Vornic (borgomastro) di Câmpulung Moldovenesc in Bucovina, e che, dopo aver sposato Ruxandra (o Roxana), una figlia del principe Grigore I Ghica, aveva ellenizzato il suo nome in Kallimachis, Callimaki o Callimachi per meglio integrarsi nell'ambiente fanariota. Il fratello maggiore di Giovanni Teodoro, Gavriil Callimachi (1689-1786), era un monaco del monastero di Putna. Giovanni Teodoro proseguì gli studi a Leopoli. Conosceva il latino, il turco, l'italiano, il greco e il francese.
Callimachi prestò servizio nelle amministrazioni di Giovanni Mavrocordatos e di Grigore II Ghica. Giovanni Teodoro Callimachi fu Gran Dragomanno a Costantinopoli dal 1741 al 1751, poi dal 1752 al 1758, dove, nel corso dei suoi sedici anni di servizio, è stato riconosciuto per la sua abilità diplomatica. In quell'anno divenne ospodaro di Moldavia dal 7 luglio 1758 e lo rimase fino al maggio 1761. Il suo regno fu turbato da una rivolta causata dalla scandalosa gestione della tesoreria del Paese da parte di un finanziere greco di nome Stavraki. Tuttavia, riuscì a garantire la successione al figlio. Callimachi si ritirò a Costantinopoli, dove visse per 19 anni prima di morire.

## Discendenza
Giovanni Teodoro Callimachi aveva sposato Ralitza Chrysoskoleos, la coppia ebbe 4 figli:
- Gregorio Callimachi, ospodaro di Moldavia
- Alexander Callimachi, anche egli Gran Dragomanno e ospodaro di Moldavia
- Maria moglie di Alessandro Maurocordato Delibey, ospodaro di Moldavia dal 1782 al 1785
- Sevastiţa, moglie di Michele Drakos Soutzos, ospodaro della Moldavia dal 1793 al 1794.